# فهرست شهرهای سودان
فهرستی از شهرهای کشور سودان در زیر آمده است.
| شهرهای سودان |            |              |            |            |            |            |                    |
| رتبه         | نام        | نام          | سرشماری    | سرشماری    | سرشماری    | سرشماری    | استان              |
| رتبه         | نام شهر    | به عربی      | جمعیت ۱۹۷۳ | جمعیت ۱۹۸۳ | جمعیت ۱۹۹۳ | تخمین ۲۰۰۷ | استان              |
| ۱            | ام درمان   | أم درمان     | ۲۹۹٫۳۹۹    | ۵۲۶٫۱۹۲    | ۱٫۲۷۱٫۴۰۳  | ۳٫۱۲۷٫۸۰۲  | خرطوم              |
| ۲            | خرطوم      | الخرطوم      | ۳۳۳٫۹۰۶    | ۴۷۳٫۵۹۷    | ۹۴۷٫۴۸۳    | ۲٫۲۰۷٫۷۹۴  | خرطوم              |
| ۳            | خرطوم بحری | الخرطوم بحری | ۱۵۰٫۹۸۹    | ۳۴۰٫۸۵۷    | ۷۰۰٫۸۸۷    | ۱٫۷۲۵٫۵۷۰  | خرطوم              |
| ۴            | نیالا      | نیالا        | ۵۹٫۵۸۳     | ۱۱۱٫۶۹۳    | ۲۲۷٫۱۸۳    | ۵۶۵٫۷۳۴    | دارفور جنوبی       |
| ۵            | بور سودان  | بور سودان    | ۱۳۲٫۶۳۲    | ۲۰۶٫۰۳۸    | ۳۰۵٫۳۸۵    | ۴۸۹٫۲۷۵    | استان البحر الاحمر |
| ۶            | کسلا       | کسلا         | ۹۹٫۶۵۲     | ۱۴۱٫۴۲۹    | ۲۳۴٫۶۲۲    | ۴۳۶٫۴۹۴    | استان کسلا         |
| ۷            | الابیض     | الأبیض       | ۹۰٫۰۷۳     | ۱۳۷٫۵۸۲    | ۲۲۹٫۴۲۵    | ۴۲۸٫۵۷۱    | کوردوفان شمالی     |
| ۸            | کوستی      | کوستی        | ۶۵٫۴۰۴     | ۸۹٫۱۳۵     | ۱۷۳٫۵۹۹    | ۳۸۳٫۸۳۸    | استان النیل الابیض |
| ۹            | واد مدنی   | ود مدنی      | ۱۰۶٫۷۱۵    | ۱۴۵٫۰۱۵    | ۲۱۱٫۳۶۲    | ۳۵۷٫۷۲۰    | استان الجزیره      |
| ۱۰           | القضارف    | القضارف      | ۶۶٫۴۶۵     | ۱۱۶٫۸۷۶    | ۱۹۱٫۱۶۴    | ۳۵۰٫۳۹۲    | استان القضارف      |
| ۱۱           | الفاشر     | الفاشر       | ۵۱٫۹۳۲     | ۸۴٫۲۹۸     | ۱۴۱٫۸۸۴    | ۲۷۶٫۹۱۲    | دارفور شمالی       |
| ۱۲           | الضعین     | الضعین       | ۱۸٫۴۵۷     | ۲۱٫۶۶۶     | ۷۳٫۳۳۵     | ۲۴۰٫۴۲۲    | دارفور شمالی       |
| ۱۳           | الدمازین   | الدمازین     | ۱۲٫۲۳۳     | ۲۷٫۵۹۱     | ۷۱٫۸۲۱     | ۲۱۲٫۷۸۲    | استان النیل الازرق |
| ۱۴           | الجنینه    | الجنینة      | ۳۵٫۴۲۴     | ۵۵٫۴۸۰     | ۹۲٫۸۳۱     | ۱۷۸٫۲۷۱    | دارفور غربی        |
| ۱۵           | ربک        | ربک          | ۱۸٫۳۹۹     | ۲۶٫۶۹۳     | ۵۹٫۲۶۱     | ۱۵۲٫۷۱۱    | استان النیل الابیض |
| ۱۶           | المناقل    | المناقل      | ۱۵٫۲۲۳     | ۳۶٫۰۹۰     | ۶۵٫۴۰۵     | ۱۴۳٫۰۹۳    | جزیره              |
| ۱۷           | سنار       | سنار         | ۲۸٫۵۴۶     | ۴۲٫۸۰۳     | ۷۲٫۱۸۷     | ۱۴۳٫۰۵۹    | سنار               |
| ۱۸           | النهود     | النهود       | ۲۶٫۰۰۵     | ۲۹٫۷۸۷     | ۵۴٫۶۰۰     | ۱۲۰٫۵۵۹    | کردفان غربی        |
| ۱۹           | الدامیر    | الدامر       | ۱۷٫۰۸۶     | ۲۶٫۸۴۱     | ۵۰٫۹۹۵     | ۱۱۵٫۲۳۶    | استان نهر النیل    |
| ۲۰           | عطبره      | عطبرة        | ۶۶٫۱۱۶     | ۷۲٫۸۳۶     | ۸۷٫۸۷۸     | ۱۱۱٫۳۹۹    | استان نهر النیل    |
| ۲۱           | الدویم     | الدویم       | ۲۶٫۲۵۷     | ۳۸٫۶۰۶     | ۵۶٫۴۹۴     | ۹۳٫۲۶۸     | استان النیل البیض  |
| ۲۲           | کادوقلی    | کادقلی       | ۱۸٫۴۶۸     | ۴۵٫۶۹۸     | ۶۲٫۱۰۴     | ۹۲٫۶۲۴     | کردفان جنوبی       |
| ۲۳           | حلفای جدید | حلفا الجدیدة | ۲۴٫۳۷۳     | ۳۸٫۱۳۲     | ۵۴٫۱۱۰     | ۸۵٫۶۸۳     | استان کسلا         |
| ۲۴           | ام روابه   | أم روابة     | ۱۹٫۷۱۳     | ۳۴٫۶۶۹     | k.A.       | ۵۷٫۹۲۹     | استان کردفان       |
| ۲۵           | شندی       | شندی         | ۲۴٫۱۶۱     | ۳۴٫۵۰۵     | k.A.       | ۵۵٫۵۱۶     | استان نهر النیل    |
| ۲۶           | سنجه       | سنجة         | ۱۹٫۴۵۲     | ۲۷٫۹۸۲     | k.A.       | ۴۶٫۳۵۰     | استان سنار         |
| ۲۷           | اویل       | أویل         | ۱۷٫۷۷۳     | ۲۵٫۷۱۴     | k.A.       | ۴۰٫۰۵۴     | استان بحر الغزل    |

- العبید
- ام دورمان
- خارطوم (پایتخت سودان)
- خارطوم شمالی
- سودان
- وادمدنی